# Ryszard Skulski
Ryszard Skulski (zm. w marcu 2023) – polski specjalista w zakresie inżynierii materiałowej, dr hab.

## Życiorys
22 grudnia 2003 habilitował się na podstawie pracy zatytułowanej Mikroskopowe i technologiczne czynniki wpływające na rozmycie przemian fazowych w wybranych grupach ferroelektryków. Został zatrudniony na stanowisku adiunkta w Instytucie Technologii i Mechatroniki na Wydziale Informatyki i Nauki o Materiałach Uniwersytetu Śląskiego w Katowicach.
Był profesorem uczelni w Instytucie Inżynierii Materiałowej na Wydziale Nauk Ścisłych i Technicznych Uniwersytetu Śląskiego w Katowicach.
Awansował na stanowisko profesora nadzwyczajnego w Katedrze Materiałoznawstwa na Wydziale Informatyki i Nauki o Materiałach Uniwersytetu Śląskiego w Katowicach.